# バイエルン (戦艦)
バイエルン (SMS Bayern) は、ドイツ帝国海軍の戦艦で、バイエルン級の一番艦である。名前の由来はバイエルン王国であり、同名を冠した艦としては二代目である（初代は1878年進水の装甲艦）。

## 概要
1915年2月18日にホヴァルトヴェルケのキール造船所で進水した。同型艦にバーデン、ザクセン、ヴュルテンベルクがあるが、完成したのはバーデンのみであった。
公試の終了が四ヶ月遅れた為ユトランド沖海戦には間に合わず1916年7月15日にヴィルヘルムスハーフェンの艦隊に編入される。

## 艦歴
本艦はまずケーニヒ級戦艦のマルクグラーフとグローサー・クルフュルストと偵察部隊を編成、何度か小規模の行動を行なった後、エーゼル島などの占領を目的としたアルビオン作戦に参加した。1917年10月12日エーゼル島への最初の上陸時、バイエルンは島北部のPamerortへの上陸を支援することになっていた。なお、上陸部隊の大半はPamerortより西のTagga湾へ上陸した。砲撃場所への移動中にバイエルンは触雷したが、バイエルンはロシア軍の砲台への砲撃を行い上陸を援護した。同日午後、同じく損傷したグローサー・クルフュルストなどと共にエーゼル島を離れキールへ向かったが、途中で状態が悪化したバイエルンはTagga湾へと引き返した。結局、キールに戻れたのは19日後であった。損傷は11月3日から12月27日にかけて修理され、魚雷発射管は5門から1門に減じられ、高角砲4門を追加した。
未完成に終わったマッケンゼン級に替わってスカパ・フロー抑留艦に指定され回航され、1919年6月21日に他の抑留艦と共に自沈した。1934年に浮揚、1935年にロサイス（en:Rosyth）で解体された。